# 巴洛克建筑

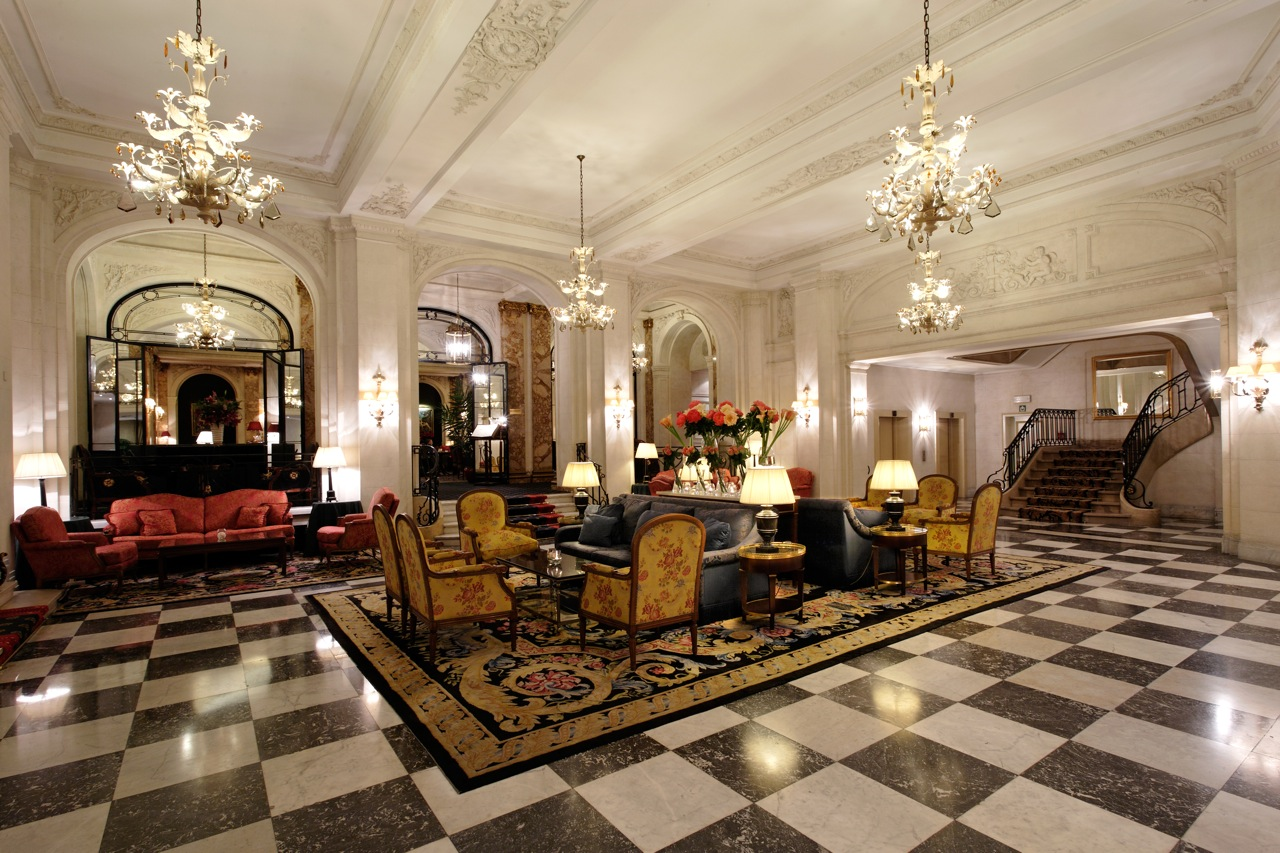
比利時的一個巴洛克建筑裝潢

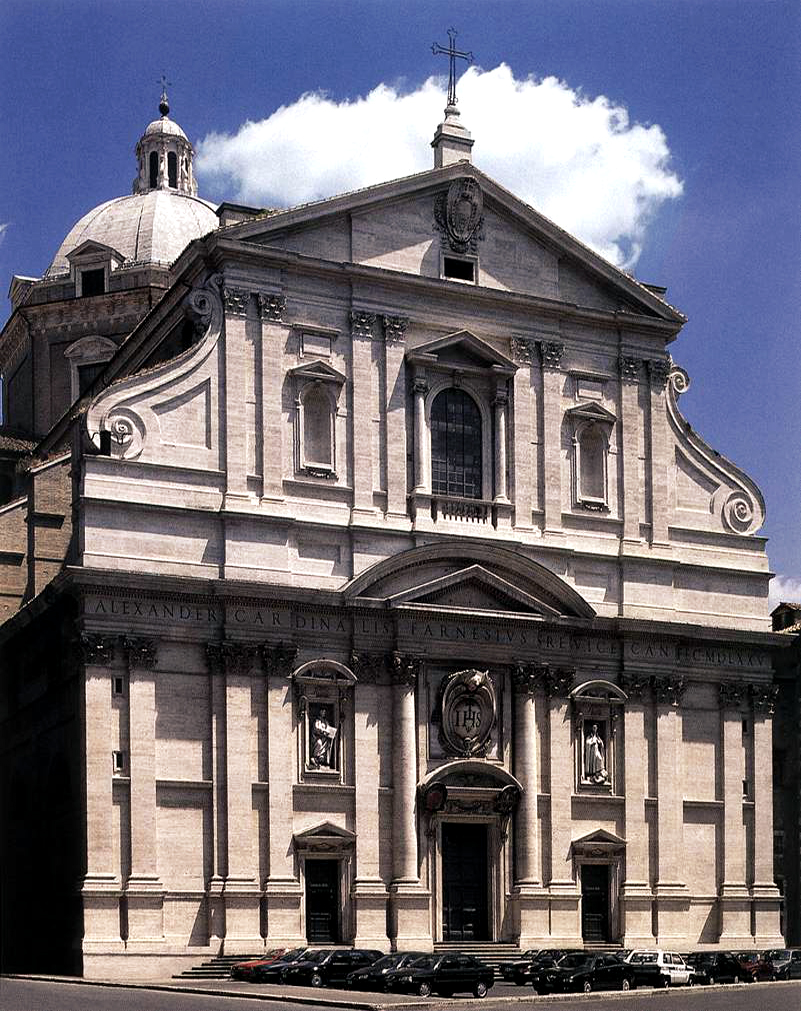
雅各柏·德拉·波爾塔（Giacomo della Porta）設計的耶穌教堂的正面，巴洛克建築的先驅

巴洛克建築是一種極具裝飾性的建築風格，起源於十七世紀的意大利，並逐漸傳遍歐洲。它將原本羅馬人文主義的文藝復興建築，添上新的華麗、誇張的風氣，彰現出國家與教會的專制主義的豐功偉業。此新式建築著重於色彩、光影、雕刻與強烈的巴洛克特色。
巴洛克建築被用於意大利、西班牙、葡萄牙、法國、巴伐利亞和奧地利的教堂和宮殿。在巴洛克晚期（1675-1750年），該流派影響到到達了俄羅斯以及西班牙和葡萄牙的殖民地，大約在1730年，一種稱為洛可可的裝飾更加精美的變體在中歐出現並蓬勃發展。
巴洛克時期的建築物，一方面有著更強烈的情緒感染力與震撼力，另一方面引人注目、炫耀教會的財富與權勢。新的建築風格尤其體現出新宗教修会的時代背景，例如戴蒂尼會與耶穌會，其目標是增進宗教的普遍與虔誠。十七世紀中葉，巴洛克風格轉而表現於豪華宮殿上，首先出現在法國，如弗朗索瓦·芒薩爾設計的拉斐特之家城堡，隨後遍及歐洲。

## 先驅與特色

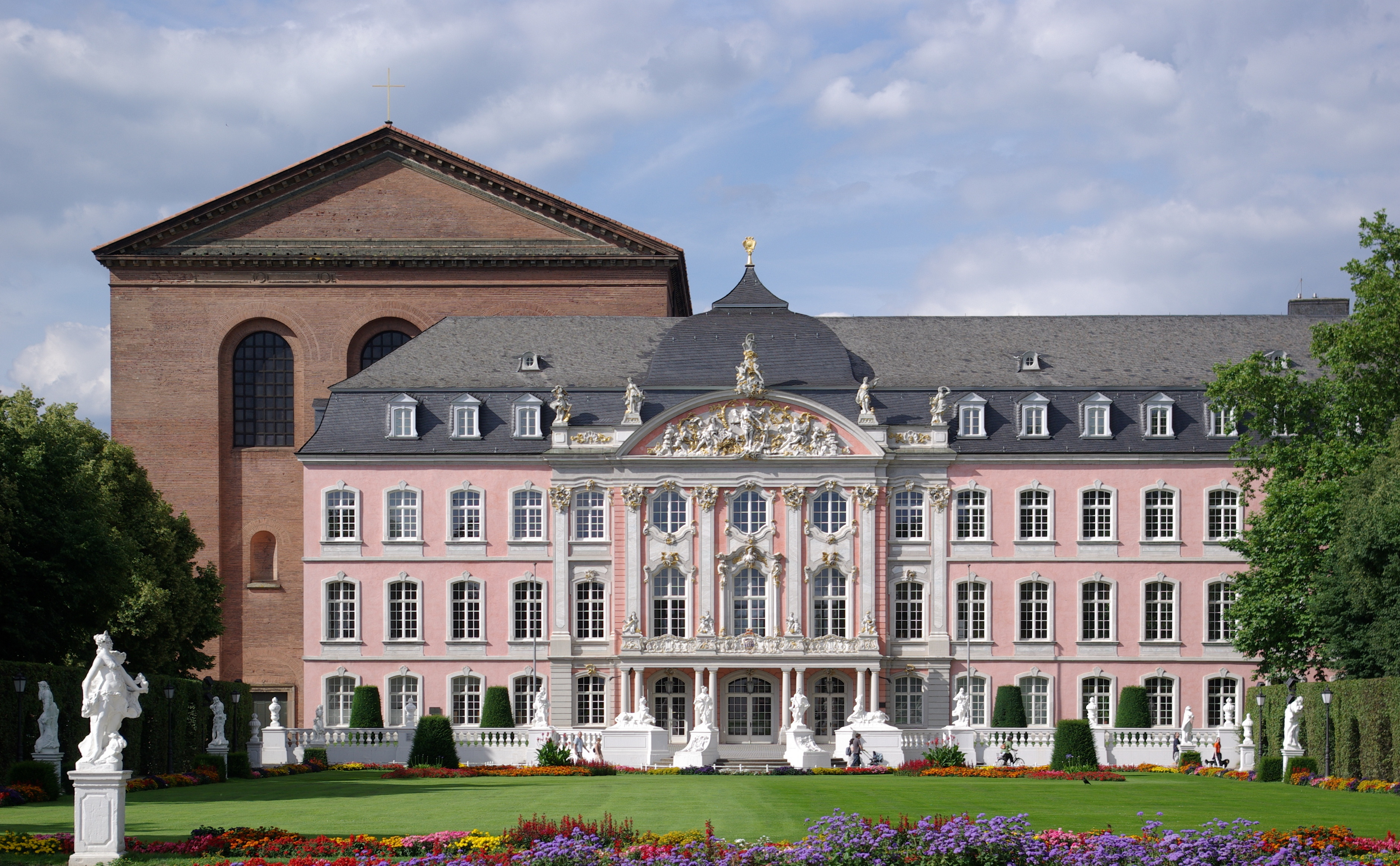
德国特里尔的选帝侯宫
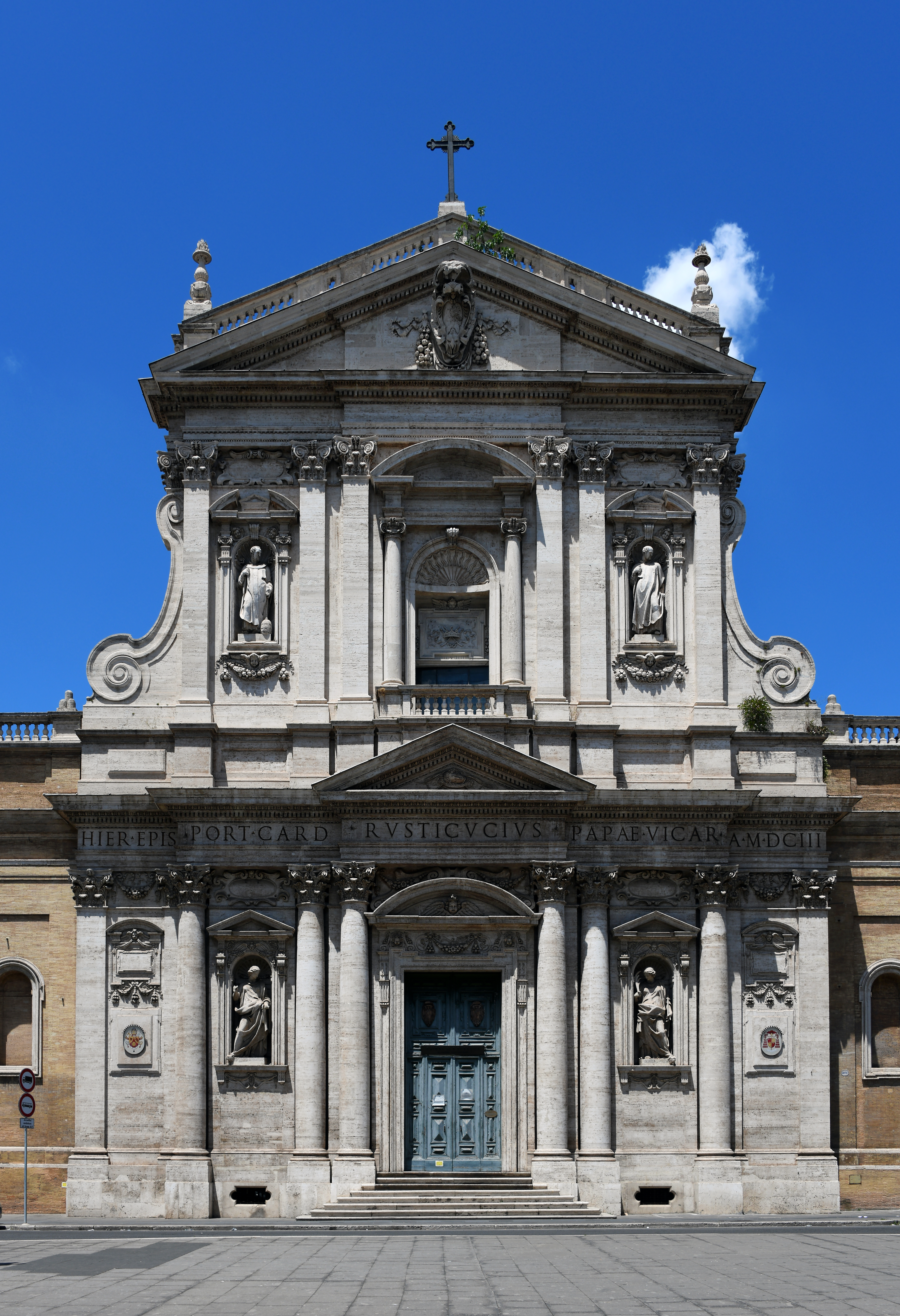
圣苏撒娜教堂，卡罗·玛德尔诺
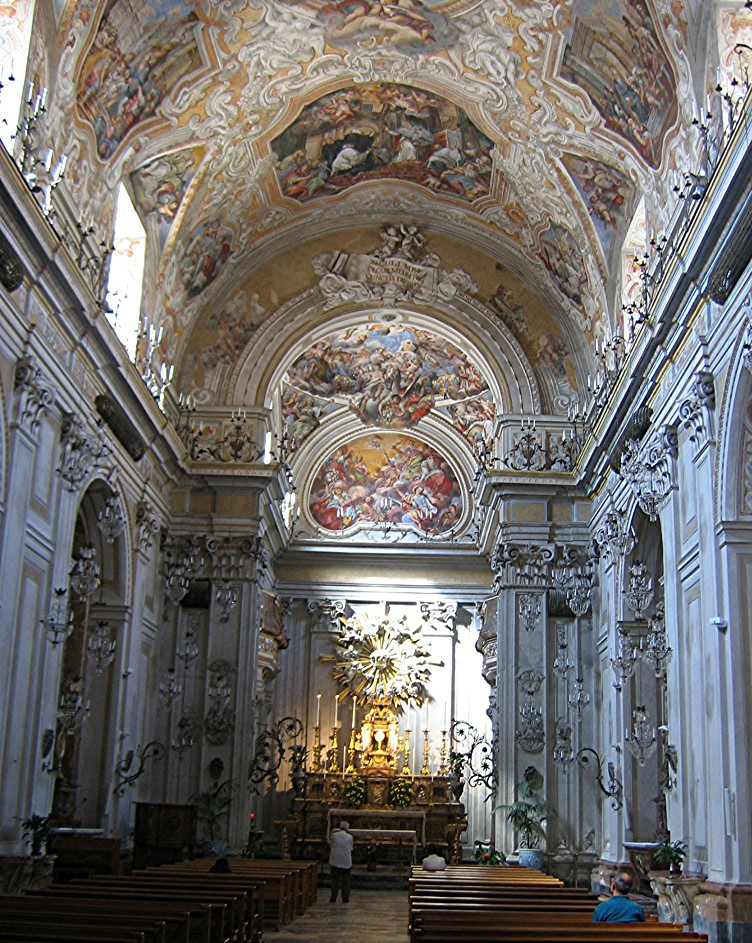
西西里巴洛克：卡塔尼亚的聖本篤堂

米开朗基罗的后期罗马建筑，尤其是圣伯多禄大殿，可以被认为是巴洛克建筑的先驱，因为后者的设计达到了前所未知的伟大的和谐。他的学生贾科莫·德拉·波尔塔继续在罗马创作，尤其是耶稣会教堂耶稣教堂的立面，直接导向了早期巴洛克最重要的教堂立面， 卡洛·馬代爾諾 设计的聖蘇珊娜教堂。在17世纪，巴洛克风格几乎传遍了欧洲和拉丁美洲，耶稣会在那里特别起到了推动作用。
巴洛克建筑的特徵包括：
- 宽阔的、有时是圆形的中殿取代了狭长的中殿
- 戏剧性地使用光线，强烈的光影对比，明暗对照效果（如威尔腾堡修道院教堂），或依靠窗户实现均匀照明（如温加滕修道院教堂）
- 大量使用装饰品（通常是镀金、石膏或粉饰灰泥、大理石或人造大理石）
- 巨大尺度的天花板壁画
- 外部立面的显着特点是通常有戏剧性的中央突出部分
- 内部通常只是绘画与雕塑的框架（特别是后期巴洛克）
- 错视画法般的虚幻效果，绘画与建筑的混合
- 在巴伐利亚、捷克、波兰和乌克兰的巴洛克式建築普遍存在梨状穹顶
- 天主教国家的圣母柱和圣三柱，通常因黑死病结束时的感恩而兴建

## 意大利和法国

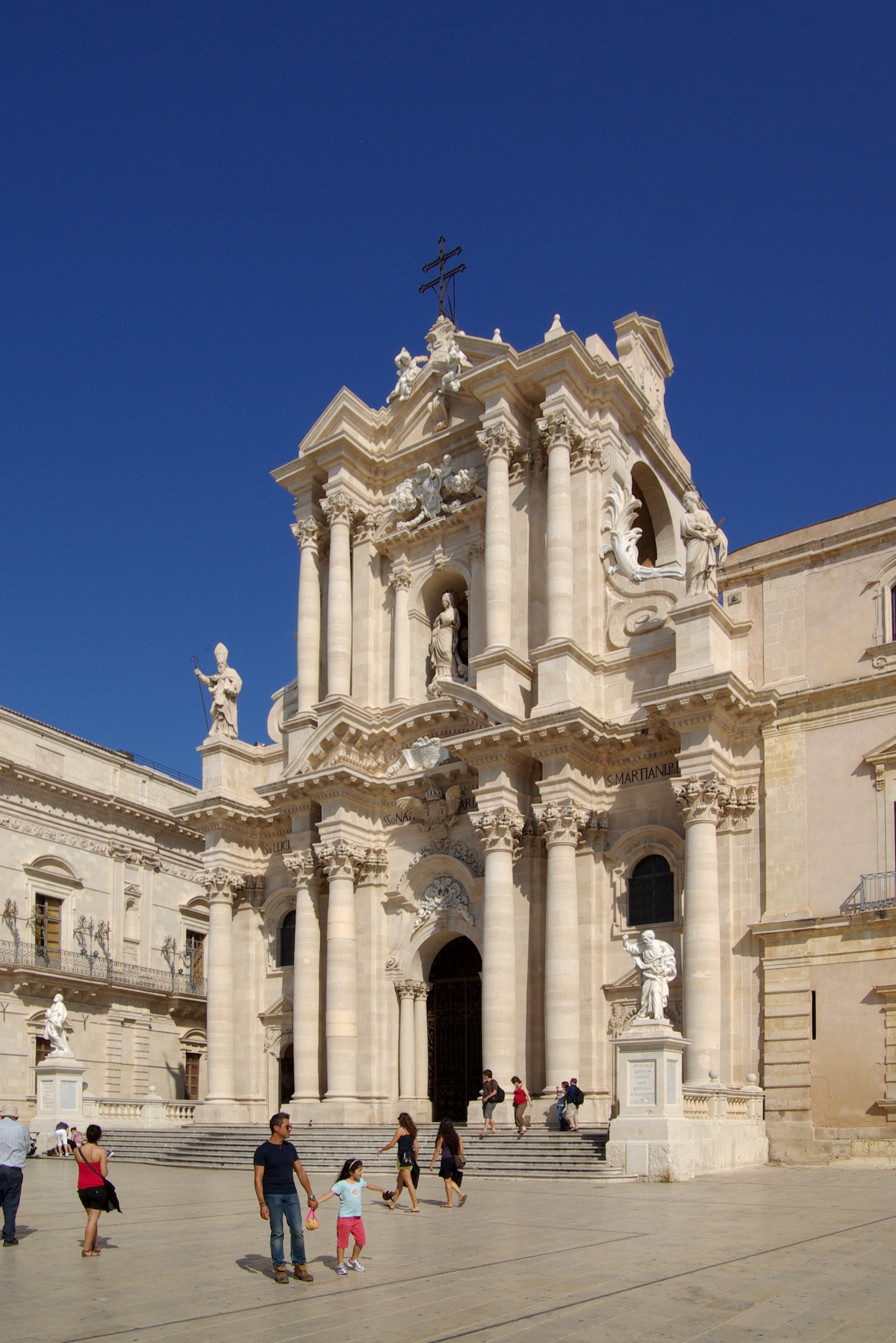
意大利西西里的锡拉丘兹主教座堂，建筑师安德烈·帕尔马，1728-1753

意大利主要受巴洛克宗教建筑的影响，特别是羅馬宗座圣殿的范式，有十字穹顶和中殿。巴洛克世俗建筑的中心在法国，那里早在16世纪就将宫殿的开放三翼布局作为标准方案。但是到萨罗蒙·德·布洛斯设计的卢森堡宫（建于1615年-1620年）才确立了巴洛克建筑样式。
这是第一个中央建筑（Corps des Logis），强调建筑的主要部分，而将两侧放低。塔已完全取代了中央突出部分。下一步的发展是将花园融入宫殿的组成部分，这体现在靠近巴黎的子爵城堡（建于1656年 - 1661年），建筑师路易·勒沃和园艺师安德烈·勒诺特在那里互为补充。同样的两位艺术家在皇家狩猎小屋和后来的主要宫殿凡尔赛宫（1661年 - 1690年扩建）衡量着“伟大的协调”的概念。凡尔赛是其他许多欧洲宫殿的典范。

## 神圣罗马帝国
在神圣罗马帝国，巴洛克时期则开始稍晚。虽然奥格斯堡的建筑师埃利亚斯·霍尔（Elias Holl，1573—1646）以及其他一些理论专家，如老约翰·符滕巴赫（Joseph Furttenbach the Elder），老早就开始运用巴洛克风格，但三十年战争的蹂躏使得他们并没有留下继承人。从大约1650年开始，建筑业重新恢复，世俗与教会的建筑开始占据同样的重要性。最初，瑞士南部和意大利北部的石匠大师（master-masons），即magistri Grigioni和隆巴德石匠大师（Lombard master-masons），特别是Val d'Intelvi的卡隆家族（Carlone family），在这个领域中占主导地位。但是奥地利很快后来居上，在17世纪发展出自己独特的巴洛克风格。约翰·伯纳德·费舍·冯·埃拉赫（Johann Bernhard Fischer von Erlach）对贝尔尼尼印象深刻。通过研究历史以及编制建筑装饰图集，他创立了一种帝国风格（imperial style）。这很明显地体现在在他建造的维也纳圣嘉禄·鲍荣茂堂（St. Charles Borromeo）中。约翰·卢卡斯·冯·希尔德布兰特（Johann Lucas von Hildebrandt）也接受过意式训练。他发展了一种极具装饰性的风格，特别是在立面建筑领域。这对南部德国有很大的影响。
一般来说，南德的巴洛克风格与北德十分不同。北德的巴洛克更像是介于天主教和新教之间的巴洛克风格。在天主教为主的南方，慕尼黑的圣弥额尔堂是第一座越过阿尔卑斯把意大利风格带来的教堂。但是，它对教堂建筑的发展却相对不大。而迪林根耶稣会教堂（the Jesuit church in Dillingen）则为教堂建筑提供了一种更实用和适应性较强的范例：墙壁柱教堂，桶拱形中殿以及被墙壁柱分隔的大型开放式礼拜堂。与慕尼黑的圣弥额尔堂相反，这些礼拜堂高得几乎要达到墙壁柱教堂的中殿顶部，并且它们的拱顶（通常是横向桶拱顶）末端与中殿主拱顶端末位于同一水平高度。礼拜堂内有充足的光线，从教堂入口看来，墙壁柱为一旁的祭坛提供了一种戏剧化的舞台布置。福拉尔贝格派（Vorarlberg）和巴伐利亚石匠大师（master-masons of Bavaria）进一步发展了墙壁柱教堂。这种新教堂样式同时能够与晚期哥特时代德国的教堂样式和谐共存。18世纪依然沿用墙壁柱教堂，（甚至是新古典主义的教堂Rot an der Rot Abbey也有沿用），并且早期的墙壁柱教堂可以轻易地被整修成这样，并不需要改变结构。这样的例子就包括迪林根教堂（church at Dillingen）。
不过天主教堂也常受到其他源头的影响。其例之一便是被称为波西米亚的激进巴洛克。克里斯托弗·丁岑霍费尔（Christoph Dientzenhofer）和其子Kilian Ignaz居于布拉格，其激进巴洛克受到北意大利的范例的启发，尤其是瓜里诺·瓜里尼的作品。它的特点是具有弯曲墙面和交叉的椭圆形空间。虽然波西米亚风的影响在这一时期巴伐利亚最著名的建筑中都有体现，约翰•伯纳德•费舍（Johann Michael Fischer）的一些早期墙壁柱教堂里曲线的阳台与巴尔塔萨·诺伊曼（Balthasar Neumann）的作品，特别是十四救难圣人圣殿（Basilica of the Vierzehnheiligen），基本上都被认为是波西米亚和德国传统最终结合的产物。
巴洛克风格对新教建筑的影响较小，只有极少数几个重要作品，特别是德累斯顿的圣母教堂。相比南德，建筑理论在北德更具有活力。比如有莱昂哈德·克里斯托夫·斯特姆（Leonhard Christoph Sturm）对尼古拉斯·戈德曼（Nikolaus Goldmann）的理论。但斯特姆的理论考量（比如：新教的教堂建筑）却从未付诸实际。在南部，理论最终被简化成了从绘本和雕刻中学习对建筑和元素原型的使用。
宫殿建筑在天主教的南方和新教的北方同样占据重要地位。在意式风格占主导的时期过去后，从18世纪起，法式影响在第二时期占据了主流。法式模型的特点是，围绕着一个庭院（cour d'honneur）的马靴式布局，而意大利（也是奥地利）的式样则呈现出一个方块状的庄园别墅。德国宫殿建筑的主要成就，通常是由几个建筑师紧密合作完成的。因此也体现出奥地利-意大利式与法式模型的复合。其中维尔茨堡官邸将奥地利-意大利式与法式模型完美结合并创造出了一种新型的建筑风格。它的整体布局是法式马靴式的，包围了内部的庭院。它的外墙则体现出约翰·卢卡斯·冯·希尔德布兰特对法式古典装饰设计对楼层双层叠加的喜爱；它的内部装饰则具有奥地利“帝国楼梯”样式的特点，但同样也有法式房间在花园旁边纵射的特点。这是受到了法国城堡的半双公寓（"apartement semi-double"）的启发。

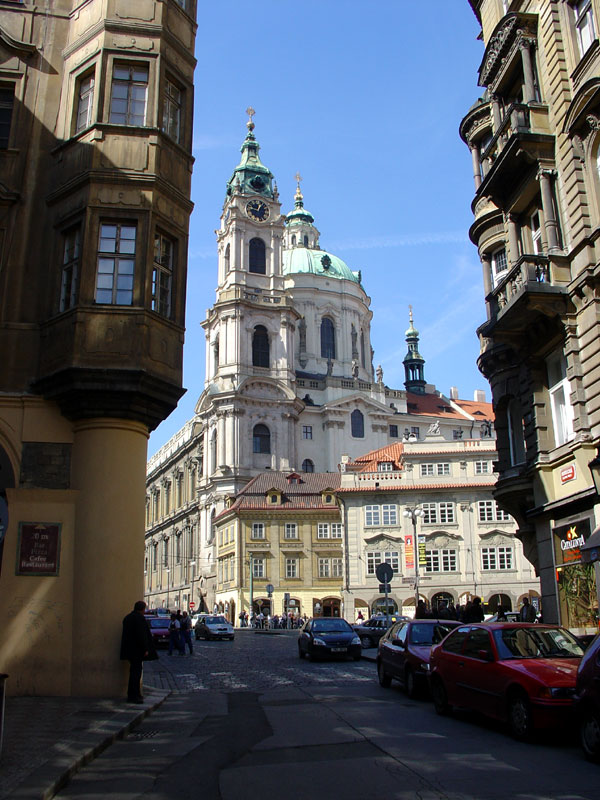
布拉格小城圣尼各老堂，典型的波希米亚巴洛克风格

## 波兰－立陶宛联邦

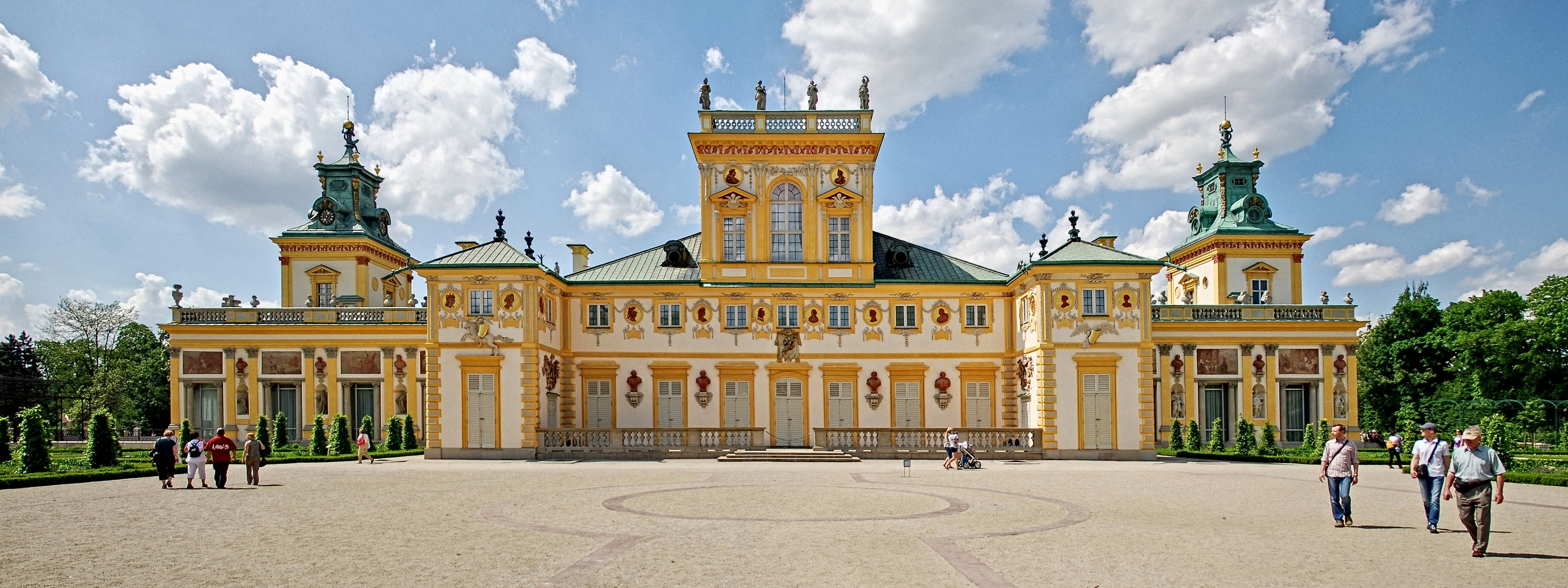
华沙的維拉諾宮

波立联邦的第一个巴洛克教堂是Corpus Christi教堂。17世纪早期，巴洛克式样传遍了整个波兰－立陶宛联邦。重要的巴洛克教堂包括克拉科夫的瓦维尔主教座堂的瓦萨礼拜堂、圣安娜和聖母訪親女修會教堂、圣彼得和圣保罗教堂，维尔纽斯的圣加西彌祿礼拜堂和聖加西彌祿教堂，考纳斯的帕塞斯利斯修道院，利沃夫的多明我会和圣乔治教堂。
聖伯多祿聖保祿教是1387年立陶宛正式信奉天主教之後在維爾紐斯郊區建造了第一座木造教堂；15世紀重建的教堂毀於1594年的大火；1609至1616年間又重建另一木造教堂，在1655至1661年間與俄國交戰又被摧毀。目前的教堂建築是在17世紀波蘭立陶宛聯邦時期，用以慶祝維爾紐斯自俄羅斯手中解放出來。這座教堂是蘇聯佔領期間維爾紐斯少數正常運作的教堂之一，當時立陶宛的守護聖人圣卡西米尔的遺體自維爾紐斯大教堂遷移至此處。

## 西班牙和美洲殖民地

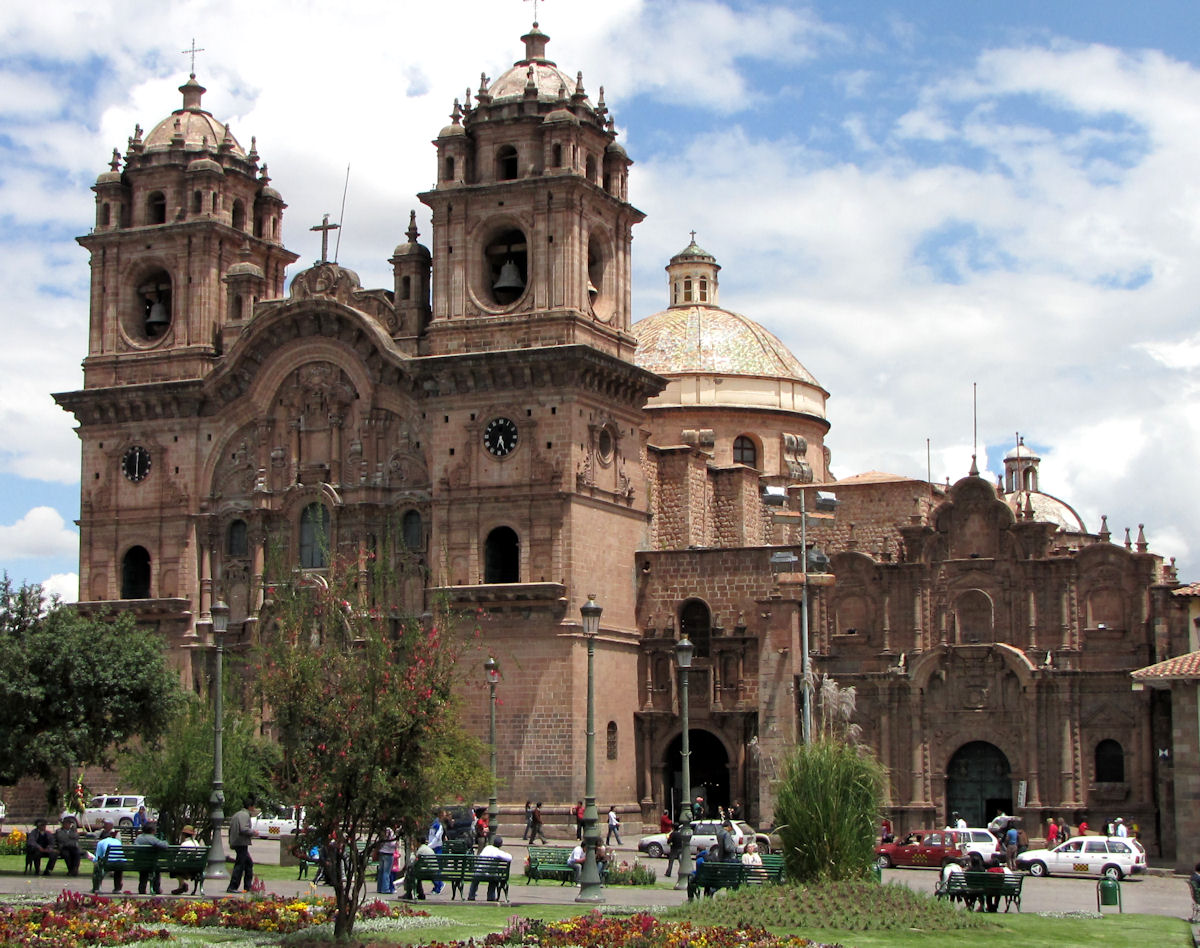
库斯科主教座堂

西班牙帝國时期出现了比例得宜的优秀巴洛克风格建筑，对美洲殖民地的巴洛克建筑风格产生了深远的影响。它们不仅在建筑技巧和装饰艺术上继承了欧洲巴洛克的华丽与复杂，还融入了本地文化的元素，展现出独特的地域特色。

## 英国
英国最著名的巴洛克风格建筑大师，莫过于克里斯托弗·雷恩。雷恩出生于宗教世家，习于科学，而成于艺术。他本人曾就读于威斯敏斯特学院及牛津大學瓦德漢學院，并且在绘画上具有很高的技艺。也许正是因为如此，查理二世任命他为工程总监约翰·德纳姆爵士的助理。1663年，雷恩为伦敦主教设计坐落在牛津的谢尔顿戏院。他采纳了古典原则，发展了由古代维特鲁维亚和文艺复兴时期维尼奥拉奠定的分成行列的圆形建筑。1666年伦敦大火，从而给了雷恩发挥才能的机会。在大火后的重建工程中，雷恩重建或监督了86座教堂中的51座，其中最优秀的作品莫过于圣保罗大教堂。

## 外部連結
- Siberian Baroque